# Saint-Maurice-sur-Eygues

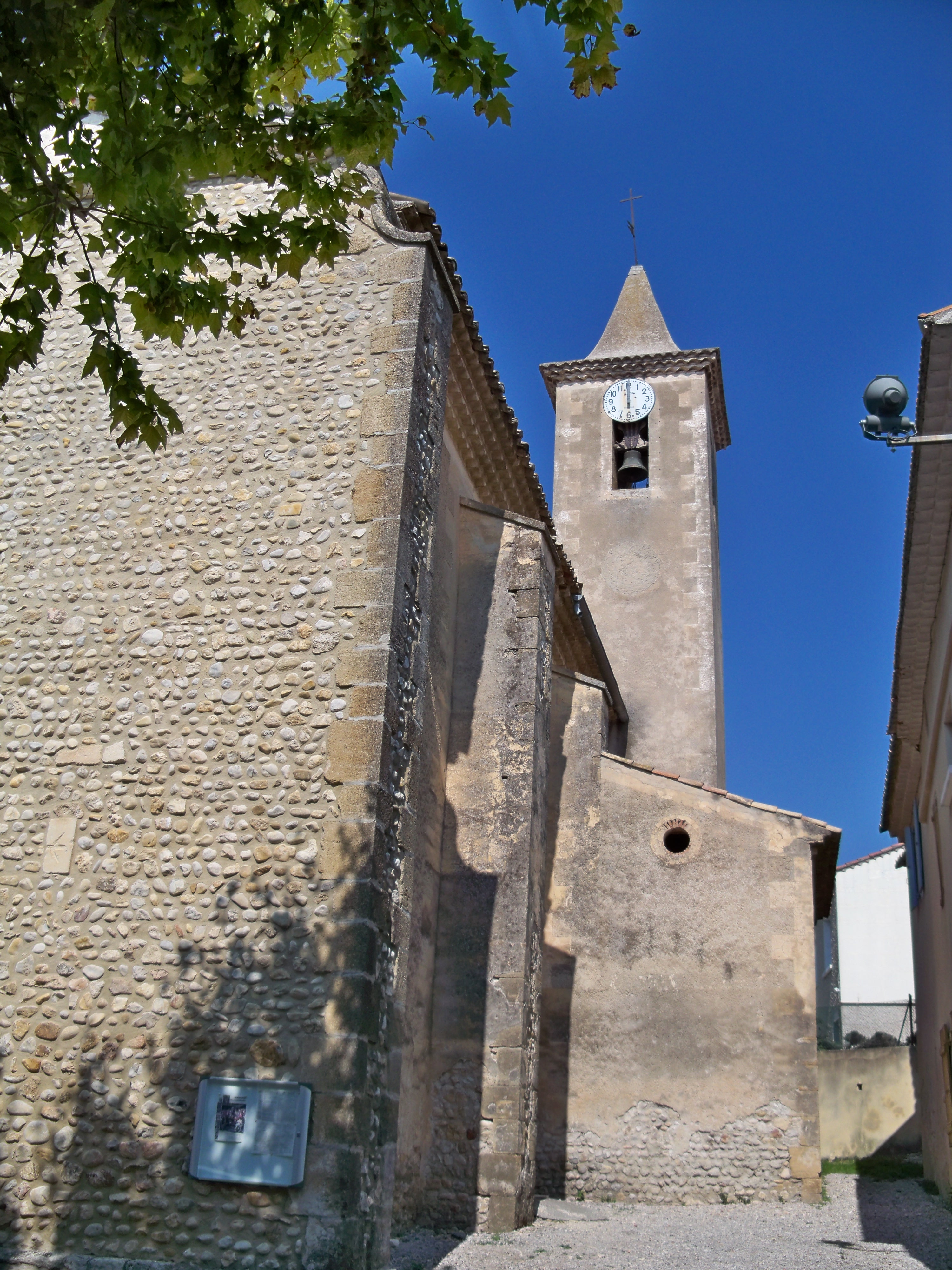
Kościół św. Maurycego, 2012

Saint-Maurice-sur-Eygues – miejscowość i gmina we Francji, w regionie Owernia-Rodan-Alpy, w departamencie Drôme.
Według danych na rok 1990 gminę zamieszkiwały 484 osoby, a gęstość zaludnienia wynosiła 55 osób/km² (wśród 2880 gmin regionu Rodan-Alpy Saint-Maurice-sur-Eygues plasuje się na 1158. miejscu pod względem liczby ludności, natomiast pod względem powierzchni na miejscu 1219.).